# 全国社会人サッカー選手権大会
全国社会人サッカー選手権大会（ぜんこくしゃかいじんサッカーせんしゅけんたいかい）は、日本の地域リーグ以下に所属する社会人サッカークラブによる、オープントーナメント大会である。略称は全社。

## 概要
実業団チームの全国大会として毎年開催されていた全日本実業団選手権に代わる大会として、1965年に創設された。同年、日本サッカー界初の全国リーグとして日本サッカーリーグ（JSL）が結成されたことから、これに加盟していないチームの中から、JSL新加入チームを選抜する役割を担い、大会優勝・準優勝チームにJSL下位チームとの入れ替え戦出場権が与えられた。
その後、各地域リーグが創設・整備されていった事から、1977年には各地域リーグの優勝チームによって行われる全国地域リーグ決勝大会（現・全国地域サッカーチャンピオンズリーグ=地域CL）が開始。JSLとの入替戦出場チームの選出も同大会に引き継がれる。一方本大会は、国民スポーツ大会の競技運営リハーサル大会として、各県持ち回りで開催されるようになる。
第42回（2006年）以降は、本大会の上位成績チーム（2006年・2007年は1チーム、2008年-2011年は2チーム、2012年から3チーム）に地域CL出場権が与えられることになり、各地域リーグで優勝を逃したチームが、この大会で好成績を挙げて地域CL出場、ひいては日本フットボールリーグ(JSLの後継、JFL)への昇格をかけて熱戦を繰り広げるようになった。

## 開催方式
日本サッカー協会第1種登録の社会人チームを対象として毎年10月頃に開催される。第60回大会（2024年）現在の要項は以下の通り。

### 参加チーム
以下の方式で選考された32チームが出場する。
- 全国9地域の社会人サッカー連盟に対して、1チームの出場枠を割り当てる。（計9チーム）
- 前年度の各地域の全社連登録数により、22チーム分の出場枠を比例配分で割り当てる。
  - 各地域では以下の大会を実施して出場チームを決定する。
    - 北海道：北海道予選大会（各地区協会代表〔札幌地区は2チーム〕+前年度優勝チーム+開催地区代表を2ブロックに分けたトーナメント）
    - 東北：東北予選会（東北リーグ1部10チーム+各県代表6チームを2ブロックに分けたトーナメント）
    - 関東：関東予選（関東リーグ1部・2部20チーム+都県代表12チーム〔埼玉・東京は3チーム、その他6県は1チームずつ〕を7ブロックに分けたトーナメント）
    - 北信越：北信越大会（前年度北信越1部リーグ優勝チーム+各県代表5チームを2ブロックに分けたトーナメント）
    - 東海：東海予選（各県代表16チーム〔静岡7チーム、愛知4チーム、岐阜3チーム、三重2チーム〕を4ブロックに分けたトーナメント）
    - 関西：関西大会（関西リーグ1部・2部16チーム+府県代表9チーム〔京都・大阪・兵庫が2チーム、その他3県は1チームずつ〕を5ブロックに分けたトーナメント）
    - 中国：中国地域予選会（前年度中国リーグ上位4チーム+各県代表12チーム〔岡山・広島3チーム、その他3県が2チームずつ〕を3ブロックに分けたトーナメント）
    - 四国：四国大会（各県代表8チーム〔各県とも2チームずつ〕を2ブロックに分けたトーナメント）
    - 九州：九州社会人サッカー選手権大会（九州リーグ前期上位4チーム+各県代表8チームを4ブロックに分けたトーナメント）
- 開催都道府県サッカー協会に1チームの出場枠を割り当てる。

### 大会形式
32チームによるノックアウトトーナメントで実施される。
- 1回戦から決勝戦・3位決定戦まで5日間連続で試合が行われる。
- 試合は40分ハーフの前後半（80分）。同点の場合は延長戦を行わずにPK戦で勝敗を決定する。
- 交代人数は5名以内。交代回数はハーフタイムを除き3回まで。

準決勝まで勝ち進んだ4チームは、1回戦から決勝/3位決定戦まで5連戦となることから、「日本で最も過酷な大会」と評するメディアも存在する。

### 全国地域サッカーチャンピオンズリーグの出場権
上位3チームには全国地域サッカーチャンピオンズリーグ（地域CL）の出場権が与えられるが、これらのチームがすでに地域CLへの出場権を獲得済みの場合、4位チームまで出場権が繰り下げられる。
- 第54回大会（2018年）から「全社から地域CLへの出場権付与」について、本大会での成績に加えて「JFLへ入会を希望すること」と下記の条件が追加された。これにより、JFL入会を希望しないクラブ、並びに地域2部リーグおよび各都府県リーグ・北海道ブロックリーグ以下の所属クラブは本大会を勝ち上がっても地域CLへ参戦することが出来なくなった。
  - 2018-19年：各地域最上位リーグ3位以内
  - 2021年：各地域最上位リーグ4位以内
  - 2022年-：各地域最上位リーグ所属（順位要件は撤廃）

## 結果
| 大会後に行われたJSL下位チームとの入替戦勝利              |
| 大会後に行われたJSL下位チームとの入替戦敗北              |
| 全社の成績によらず地域CL出場権獲得                       |
| 全社の成績により地域CL出場権獲得 太字は地域CLからJFL昇格 |

| 回 | 年度   | 優勝                                                | 結果                 | 準優勝                        | 開催地             | 備考 |
| -- | ------ | --------------------------------------------------- | -------------------- | ----------------------------- | ------------------ | --- |
| 1  | 1965年 | 日本鋼管 (関東)                                     | 3 - 1                | 浦和サッカークラブ (関東)     | 別府市             | |
| 2  | 1966年 | 浦和サッカークラブ (開催県)                         | 1 - 0                | 日本鋼管 (関東)               | 大宮市             | |
| 3  | 1967年 | 名古屋相互銀行 (東海)                               | 4 - 1                | トヨタ自動車工業 (東海)       | 横浜市             | |
| 4  | 1968年 | トヨタ自動車工業 (東海)                             | 1 - 0                | 浦和サッカークラブ (関東)     | 島原市             | |
| 5  | 1969年 | 甲府クラブ (関東) 浦和サッカークラブ (関東)         | 1 - 1 aet            | (両チーム優勝)                | 遠野市             | |
| 6  | 1970年 | トヨタ自動車工業 (東海)                             | 1 - 0                | 甲府クラブ (関東)             | 藤枝市             | |
| 7  | 1971年 | 藤和不動産 (関東)                                   | 1 - 0                | 田辺製薬 (関西)               | 佐賀市             | JSLが2部制への改組・チーム増により ・入替戦勝利の藤和がJSL1部 ・入替戦敗北の田辺がJSL2部に昇格 ・JSL2部に8チームが自動昇格 |
| 8  | 1972年 | 永大産業 (中国)                                     | 5 - 0                | 帝人松山 (四国)               | 市原市             | JSLチーム増のため、両チームとも自動昇格。                                                                                  |
| 9  | 1973年 | 住友金属 (関西)                                     | 2 - 1                | 茨城日立 (関東)               | 日立市             | |
| 10 | 1974年 | 本田技研工業 (東海)                                 | 3 - 0                | ヤンマークラブ (関西)         | 鹿児島市           | |
| 11 | 1975年 | ヤンマークラブ (関西)                               | 3 - 1                | 古河電工千葉 (関東)           | 静岡市             | |
| 12 | 1976年 | 日産自動車 (関東)                                   | 1 - 0                | 大日日本電線 (関西)           | 神奈川             | |
| 13 | 1977年 | 東芝堀川町 (関東)                                   | 2 - 0                | 電電近畿 (関西)               | 大阪               | この年からJSL昇格チーム選抜は地域決勝大会へ移る。                                                                          |
| 14 | 1978年 | 埼玉教員 (関東)                                     | 2 - 0                | 兵庫教員団 (関西)             | 延岡市             | |
| 15 | 1979年 | 東邦チタニウム (関東)                               | 2 - 0                | マツダオート広島 (中国)       | 栃木               | |
| 16 | 1980年 | 大日日本電線 (関西)                                 | 2 - 0                | 大阪ガス (関西)               | 滋賀               | |
| 17 | 1981年 | 電電関東 (関東)                                     | 2 - 1                | 茨城日立 (関東)               | 益田市             | |
| 18 | 1982年 | 大阪ガス (関西)                                     | 3 - 1                | 静岡ガス (東海)               | 群馬               | |
| 19 | 1983年 | 松下電器 (関西)                                     | 5 - 0                | 電電近畿 (関西)               | 奈良               | |
| 20 | 1984年 | 京都府警 (関西)                                     | 2 - 1                | 清水クラブ (東海)             | 鳥取               | |
| 21 | 1985年 | NTT関西 (関西) 山梨選抜 (開催県)                    | 1 - 1                | （両チーム優勝）              | 山梨               | |
| 22 | 1986年 | 古河電工千葉 (関東)                                 | 4 - 3                | 東京ガス (関東)               | 沖縄               | |
| 23 | 1987年 | 秋田市役所 (東北)                                   | 1 - 0                | 古河電工千葉 (関東)           | 京都               | |
| 24 | 1988年 | 京都紫光 (関西)                                     | 2 - 0                | マツダオート広島 (中国)       | 室蘭市             | |
| 25 | 1989年 | 中央防犯 (東海)                                     | 2 - 0                | 古河電工千葉 (関東)           | 春日市             | |
| 26 | 1990年 | 中央防犯 (東海)                                     | 3 - 1                | 茨城日立 (関東)               | 金沢市             | |
| 27 | 1991年 | PJMフューチャーズ (東海)                            | 2 - 0                | 西濃運輸 (東海)               | 鶴岡市             | |
| 28 | 1992年 | PJMフューチャーズ (東海)                            | 2 - 0                | 日本電装 (東海)               | 高松市             | |
| 29 | 1993年 | 横河電機 (関東)                                     | 3 - 2                | YKK (北信越)                  | 愛知               | |
| 30 | 1994年 | 茨城日立 (関東)                                     | 1 - 0                | 北陸電力 (北信越)             | 福島               | |
| 31 | 1995年 | プリマハムFC土浦 (関東)                             | 1 - 0                | アルビレオ新潟FC (北信越)     | 広島               | |
| 32 | 1996年 | 教育研究社FC (関西)                                 | 1 - 1 aet (PK 4 - 3) | プリマハムFC土浦 (関東)       | 高槻市             | |
| 33 | 1997年 | 横河電機 (関東)                                     | 1 - 0 aet            | ホンダルミノッソ狭山FC (関東) | 藤沢市             | |
| 34 | 1998年 | NTT九州 (九州)                                      | 3 - 0                | 北海道電力 (北海道)           | 熊本               | この年の優勝・準優勝チームは地域決勝大会出場権を獲得。                                                                     |
| 35 | 1999年 | 本田技研工業 (JFL)                                  | 4 - 0                | ソニー仙台 (JFL)              | 富山市・岩瀬球     | この年のみJFL所属7チームも参加 (横浜FCは不参加)。                                                                          |
| 36 | 2000年 | 佐川急便東京SC (関東)                               | 3 - 2                | 佐川印刷 (関西)               | 仙台市・仙台S      | |
| 37 | 2001年 | 佐川急便大阪SC (関西)                               | 2 - 1 aet (Vゴール)  | ホンダルミノッソ狭山FC (関東) | 南国市             | |
| 38 | 2002年 | 沖縄かりゆしFC (九州) ホンダルミノッソ狭山FC (関東) | 0 - 0 aet            | （両チーム優勝）              | 静岡市・日本平     | |
| 39 | 2003年 | ホンダルミノッソ狭山FC (関東)                       | 3 - 0                | 静岡FC (東海)                 | さいたま市・埼玉S  | |
| 40 | 2004年 | ホンダルミノッソ狭山FC (関東) 沖縄かりゆしFC (九州) | 0 - 0                | （両チーム優勝）              | 岡山市・岡山総     | 台風のため延長戦は無し。 延長戦でのVゴール制はこの年をもって廃止。                                                         |
| 41 | 2005年 | ロッソ熊本 (九州) 新日鐵大分 (九州)                 | 2 - 2 aet            | （両チーム優勝）              | 神戸市・神戸ウ     | 決勝戦での引き分け制はこの年をもって廃止。                                                                                 |
| 42 | 2006年 | V・ファーレン長崎 (九州)                            | 1 - 0                | 静岡FC (東海)                 | にかほ市・仁賀保運 | この年以降、優勝チームに地域決勝大会出場権を付与。                                                                         |
| 43 | 2007年 | FC Mi-O びわこ Kusatsu (関西)                       | 3 - 1                | 矢崎バレンテ (東海)           | 大分市・九石D      | |

| 回     | 年度   | 優勝                             | 結果                 | 準優勝                        |                                 | 3位                  | 結果                            | 4位                           | 最終日開催地                                                                            | 備考                                                                  |
| ------ | ------ | -------------------------------- | -------------------- | ----------------------------- | ------------------------------- | -------------------- | ------------------------------- | ----------------------------- | --------------------------------------------------------------------------------------- | --------------------------------------------------------------------- |
| 44     | 2008年 | AC長野パルセイロ (北信越)        | 2 - 1                | NECトーキン (東北)            |                                 | ホンダロック (九州)  | 1 - 0                           | 松本山雅FC (北信越)           | 新潟市・東北電S                                                                         | 3位決定戦を開始。 地域決勝出場枠が2枠となる。                         |
| 45     | 2009年 | 松本山雅FC (北信越)              | 2 - 1                | ツエーゲン金沢 (北信越)       | tonan前橋 (関東)                | 2 - 1 aet            | AC長野パルセイロ (北信越)       | 市原市・市原臨                |                                                                                         |                                                                       |
| 46     | 2010年 | カマタマーレ讃岐 (四国)          | 2 - 0                | AC長野パルセイロ (北信越)     | SC相模原 (関東)                 | 5 - 1                | 福島ユナイテッドFC (東北)       | 下関市・下関陸                | 地域決勝繰り上げ出場 ・さいたまSC（関東2位/輪番制）                                     |                                                                       |
| 47     | 2011年 | 東京23FC (関東)                  | 1 - 0                | SC相模原 (関東)               | shizuoka.藤枝MYFC (東海)        | 2 - 1                | 愛媛FCしまなみ (四国)           | 大垣市・浅中陸                | 地域決勝繰り上げ出場 ・バンディオンセ加古川（関西1部2位/輪番制）                        |                                                                       |
| 48     | 2012年 | FC KOREA (関東)                  | 1 - 0 aet            | 福島ユナイテッドFC (東北)     | ファジアーノ岡山ネクスト (中国) | 1 - 0                | バンディオンセ加古川 (関西)     | 調布市・味スタ                | 地域決勝出場枠が3枠となる。                                                             |                                                                       |
| 49     | 2013年 | レノファ山口 (中国)              | 1 - 1 aet (PK 5 - 4) | グルージャ盛岡 (東北)         | FC岐阜SECOND (東海)             | 3 - 1                | ジョイフル本田つくばFC (関東)   | 島原市・島原陸                | 地域決勝繰り上げ出場 ・FC KAGOSHIMA（九州2位/輪番制）                                   |                                                                       |
| 50     | 2014年 | FC大阪 (関西)                    | 2 - 0                | クラブ・ドラゴンズ (関東)     | VONDS市原 (関東)                | 1 - 0                | 三菱重工長崎SC (九州)           | 上富田町・上富田球            |                                                                                         |                                                                       |
| 51     | 2015年 | アルテリーヴォ和歌山 (関西)      | 1 - 1 aet (PK 5 - 3) | 阪南大クラブ (関西)           | バンディオンセ加古川 (関西)     | 1－0                 | ラインメール青森FC (東北)       | 盛岡市・盛岡南球A             |                                                                                         |                                                                       |
| 52     | 2016年 | 三菱自動車水島FC （中国）        | 2 - 2 aet (PK 5 - 3) | 鈴鹿アンリミテッドFC （東海） | ヴィアティン三重 （東海）       | 2－1                 | ジョイフル本田つくばFC （関東） | 西条市・ひうち陸              |                                                                                         |                                                                       |
| 53     | 2017年 | 鈴鹿アンリミテッドFC （東海）    | 2 - 1                | 松江シティFC （中国）         | VONDS市原 (関東)                | 4 - 1                | FC TIAMO枚方 （関西）           | 坂井市・福井ス                | 地域CL繰り上げ出場 ・FC刈谷（東海1部2位/輪番制）                                        |                                                                       |
| 54     | 2018年 | 松江シティFC （中国）            | 3 - 2                | FC刈谷 （東海）               | いわきFC （東北）               | 3 - 0                | おこしやす京都AC （関西）       | 鹿嶋市・カシマ                | 地域CL繰り上げ出場 ・アルティスタ浅間（北信越1部2位/輪番制）                            |                                                                       |
| 55     | 2019年 | FC TIAMO枚方 （関西）            | 1 - 0                | おこしやす京都AC （関西）     | いわきFC （東北）               | 7 - 1                | 横浜猛蹴 （関東）               | 霧島市・国分陸                | 地域CL繰り上げ出場 ・ブランデュー弘前FC（東北1部2位/輪番制） ・FC徳島（四国2位/輪番制） |                                                                       |
| (56)   | 2020年 | 開催中止                         | 開催中止             | 開催中止                      | 開催中止                        | 開催中止             | 開催中止                        | 開催中止                      | （鈴鹿市・三交鈴鹿）                                                                    | 新型コロナウイルスの感染拡大の影響による                              |
| （57） | 2021年 | 開催中止                         | 開催中止             | 開催中止                      | 開催中止                        | 開催中止             | 開催中止                        | 開催中止                      | （宇都宮市・栃木GS）                                                                    | 新型コロナウイルスの感染拡大の影響による （チーム選考、抽選後の決定） |
| 58     | 2022年 | ブリオベッカ浦安 （関東）        | 0 - 0 (PK 5 - 3)     | BTOPサンクくりやま （北海道） |                                 | FC延岡AGATA （九州） | 1 - 0                           | ヴェロスクロノス都農 （九州） | 志布志市・志布志陸                                                                      |                                                                       |
| 59     | 2023年 | FC刈谷 （東海）                  | 1 - 1 (PK 4 - 2)     | アルテリーヴォ和歌山 （関西） | FC徳島 （四国）                 | 2 - 1                | ジョイフル本田つくばFC （関東） | 鳥栖市・駅スタ                | 地域CL繰り上げ出場 ・栃木シティFC（関東1部2位/百年構想）                                |                                                                       |
| 60     | 2024年 | JAPANサッカーカレッジ （北信越） | 1 - 0                | FC徳島 （四国）               | ジェイリースFC （九州）         | 0 - 0 (PK 6 - 5)     | FC刈谷 （東海）                 | 東近江市・布引陸              |                                                                                         |                                                                       |